# Ле Гјарине (Парма)
Ле Гјарине је насеље у Италији у округу Парма, региону Емилија-Ромања.
Према процени из 2011. у насељу је живело 24 становника. Насеље се налази на надморској висини од 465 м.